# Liste des gares de la wilaya de Touggourt
La liste des gares de la wilaya de Touggourt, est une liste des gares ferroviaires situées dans la wilaya de Touggourt, en Algérie.

## Gares ferroviaires dans la wilaya
La wilaya de Touggourt compte une seule gare. Elle est exploitée par la Société nationale des transports ferroviaires (SNTF).
| Gare              | Commune   | Lignes                 |
| ----------------- | --------- | ---------------------- |
| Gare de Touggourt | Touggourt | El Guerrah à Touggourt |

| \| Touggourt \| Localisation des gares de la wilaya de Touggourt |
| Touggourt                                                        |

## Lignes ferroviaires dans la wilaya
La wilaya est traversée par une ligne : la ligne d'El Guerrah à Touggourt.